# Espíritu Santo (Bergondo)
Espíritu Santo (en gallego y oficialmente, O Espírito Santo) es una aldea española situada en la parroquia de Lubre, del municipio de Bergondo, en la provincia de La Coruña, Galicia.

## Demografía
| Gráfica de evolución demográfica de O Espírito Santo entre 2000 y 2018 |
|                                                                        |
| Datos según el nomenclátor publicado por el INE.                       |